# Coppa dei Paesi Bassi 2019-2020 (pallavolo maschile)
La Coppa dei Paesi Bassi 2019-2020 si è svolta dal 2019 al 16 febbraio 2020: al torneo hanno partecipato squadre di club olandesi e la vittoria finale è andata per la terza volta al Lycurgus.

## Regolamento
Il torneo prevede una fase preliminare, dove partecipano club impegnati nei tornei provinciali e amatoriali, prendendo parte a:
- round preliminare, che si svolge in gara unica;
- primo round, che prevede gironi da quattro squadre e un round-robin, con gli incontri al meglio dei 3 set, che qualificano al turno successivo le sole prime classificate;
- secondo round, che prevede gironi da tre squadre e un round-robin, che qualificano al turno successivo solo le prime classificate.

Vi è poi la fase finale, che vede la partecipazione dei club di Eredivisie, prendendo parte a ottavi di finale, quarti di finale, semifinali e finale, sempre in gara unica.

## Squadre partecipanti
Dati non disponibili.

## Torneo

### Round preliminare
Dati non disponibili. 

### Round 2
Dati non disponibili.

### Ottavi di finale
| 23 novembre 2019 ?, Linne Durata: ? - Spettatori: ?                              | Limac              | 3 - 1 | Zaanstad         | 25-19, 25-18, 22-25, 25-23        |
| 23 novembre 2019 VoCASA-hal, Nimega Durata: ? - Spettatori: ?                    | VoCASA             | 0 - 3 | Orion            | 20-25, 20-25, 17-25               |
| 23 novembre 2019 Sporthal 't Huiken, Elburg Durata: ? - Spettatori: ?            | EVV                | 1 - 3 | Sliedrecht       | 19-25, 25-23, 17-25, 16-25        |
| 23 novembre 2019 Oostgaarde, Capelle aan den IJssel Durata: ? - Spettatori: ?    | Capelle            | 0 - 3 | Dynamo Apeldoorn | 15-25, 19-25, 16-25               |
| 24 novembre 2019 Topsportcentrum Alfacollege, Groninga Durata: ? - Spettatori: ? | Lycurgus           | 3 - 0 | Taurus           | 25-19, 25-23, 25-23               |
| 23 novembre 2019 Sporthal Midland, Amersfoort Durata: ? - Spettatori: ?          | Keistad            | 3 - 2 | Tilburg          | 25-16, 29-27, 23-25, 31-33, 16-14 |
| 23 novembre 2019 Reflexhal, Kampen Durata: ? - Spettatori: ?                     | Reflex             | 3 - 1 | SSS              | 25-15, 25-17, 21-25, 25-16        |
| 24 novembre 2019 Omnisport Apeldoorn, Apeldoorn Durata: ? - Spettatori: ?        | Dynamo Apeldoorn 2 | 0 - 3 | ZVH              | 18-25, 18-25, 21-25               |

### Quarti di finale
| 21 dicembre 2019 ?, Linne Durata: ? - Spettatori: ?                     | Limac      | 0 - 3 | Orion            | 19-25, 17-25, 21-25        |
| 8 gennaio 2020 De Basis, Sliedrecht Durata: ? - Spettatori: ?           | Sliedrecht | 0 - 3 | Dynamo Apeldoorn | 19-25, 15-25, 11-25        |
| 21 dicembre 2019 Sporthal Midland, Amersfoort Durata: ? - Spettatori: ? | Keistad    | 0 - 3 | Lycurgus         | 13-25, 20-25, 17-25        |
| 21 dicembre 2019 Reflexhal, Kampen Durata: ? - Spettatori: ?            | Reflex     | 1 - 3 | ZVH              | 25-21, 24-26, 21-25, 18-25 |

### Semifinali
| 15 gennaio 2020 Topsporthal Achterhoek, Doetinchem Durata: ? - Spettatori: ?    | Orion    | 1 - 3 | Dynamo Apeldoorn | 24-26, 20-25, 25-22, 15-25 |
| 15 gennaio 2020 Topsportcentrum Alfacollege, Groninga Durata: ? - Spettatori: ? | Lycurgus | 3 - 0 | ZVH              | 25-14, 25-19, 25-20        |

### Finale
| 16 febbraio 2020 Maaspoort, 's-Hertogenbosch Durata: ? - Spettatori: ? | Dynamo Apeldoorn | 1 - 3 | Lycurgus | 25-22, 18-25, 26-28, 28-30 |